# Munditia

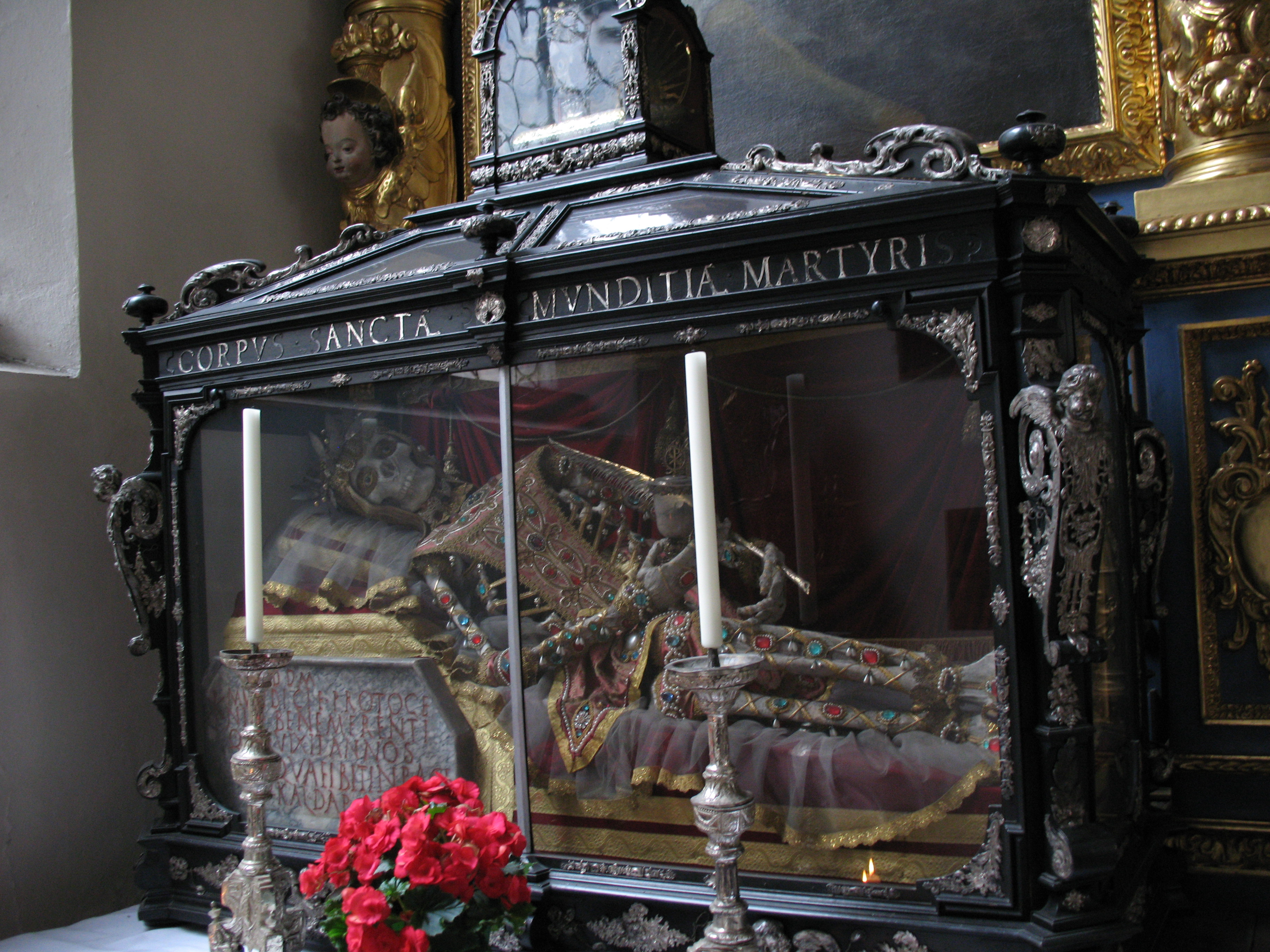
Reliquien der heiligen Munditia im Alten Peter zu München

Munditia „Protogenia“ (lat. munditia ‚Sauberkeit‘, ‚Zierlichkeit‘; gr. protogenia ‚Erstgeborene‘, ‚Hochgeborene‘; * um 250 in Rom; † an einem 17. November vermutlich 310 ebenda) ist eine christliche Heilige. Sie zählt zu den sogenannten Katakombenheiligen.

## Leben
Über ihr Leben ist nicht viel bekannt. Die einzige Quelle ist eine lateinische Inschrift in sechs Zeilen auf der marmornen Grabplatte von ihrem ehemaligen Nischengrab in der Katakombe von San Lorenzo (auch: Coemeterium Cyriacae) in Rom, wo sie bis 1675 begraben lag:

„DDM (XP) MUNDICIE PROTOCENIE . BENEMERENTI . QUAE VIXIT ANNOS LX . QUAE IBIT IN PACE XV KAL D . APC (XP)“

„Zum frommen Gedenken an Munditia Protogenia, die Wohlverdiente, die 60 Jahre lebte, die in den Frieden einging am 15. Tage vor den Kalenden des Dezembers APC“

Für die Lesung und Übersetzung der sechsten Zeile gibt es drei Vorschläge:
1. XV Kal(endas) D(ecembres) A(ndronico) P(robo) c(onsulibus) – „am 15. Tag vor den Kalenden des Dezember (= 17. November) im Konsulatsjahr des Andronicus und des Probus (= 310)“.[1] 
 Daraus ergeben sich der Gedenktag der Heiligen am 17. November und das Todesjahr 310. Die Auflösung der Abkürzung „APC“ als Konsulatsjahr ist allerdings gewagt, zumal auf frühchristlichen Grabinschriften der Todestag (und damit der Totengedenktag) die wesentliche Information ist und die Jahresangabe – im Unterschied zu heute – für unwichtig erachtet wurde.
2. XV Kal(endas) D(ecembres) a(scia) p(lexa) c(capite) – „am 15. Tag vor den Kalenden des Dezember (= 17. November) mit dem Beil enthauptet“.[2] 
 Daraus ergeben sich die Todesart der Enthauptung[3] und der Gedenktag der Heiligen am 17. November, doch das Todesjahr ist unbekannt. Die Auflösung der Abkürzung „APC“ als Hinrichtungsart ist in dieser Deutung wiederum gewagt.  Damit wird ein in ihrem Grab gefundenes Blutfläschchen verbunden,  das auf ein Martyrium schließen lasse.
3. XV Kal(en)d(as) Apr(iles) – „am 15. Tag vor den Kalenden des April (= 18. März)“.[4]
 Wenn man den Buchstaben „C“ als Schreib- oder Lesefehler auffasst, ergibt sich eine sehr viel einfachere, weniger spekulative Lesung. Der traditionelle Gedenktag der Heiligen im November ist damit hinfällig. Die Inschrift wird nach epigraphischen  Kriterien in die 2. Hälfte des 4. Jahrhunderts datiert.

1675 erhielt der Ratsherr und Händler Franz Benedikt Höger die sterblichen Überreste Munditias als Geschenk für die Münchner Peterskirche, wohin er sie im September 1677 auch verbrachte. 1804 wurde die Zurschaustellung der Gebeine verboten und die Reliquien wurden von einem Holzschrein verdeckt. Seit die Kirche 1883 renoviert wurde, ist die Ganzkörperreliquie wieder öffentlich einsehbar.
Munditias Gedenktag ist der 17. November, sie ist die Patronin der alleinstehenden Frauen.